# Hideki Yukawa
Hideki Yukawa (in giapponese: 湯川 秀樹; Tokyo, 23 gennaio 1907 – Kyoto, 8 settembre 1981) è stato un fisico giapponese, Premio Nobel nel 1949.

## Biografia
Era il terzo figlio di Takuji Ogawa, professore di geologia all'Università di Kyōto, città dove studiò da autodidatta con il compagno Sin-Itiro Tomonaga, approfondendo in particolare la meccanica quantistica stimolato dalle lezioni di Yoshio Nishina. Fu allievo di Hantarō Nagaoka, promotore degli studi di fisica in Giappone, dedicandosi alla fisica teorica e alle particelle elementari. Si laureò a Kyōto nel 1929, dove tenne lezioni dal 1930. Nel 1932 si sposò con Sumiko da cui ebbe due figli. Nel 1933 si trasferì all'Università di Osaka come docente. Nel 1938 conseguì il dottorato presso all'Università di Osaka. Nel 1940 fu chiamato alla cattedra di Fisica Teorica all'Università di Kyōto, cattedra che mantenne per tutta la vita.
All'Università di Osaka, nel 1935, ispirato da quanto Enrico Fermi aveva pubblicato nel 1934,, pubblicò un lavoro dal titolo "On the Interaction of Elementary Particles. I.", in cui associò alle forze nucleari delle nuove particelle: i mesoni; tale studio gli sarebbe valso, primo fisico giapponese, il Premio Nobel nel 1949. È possibile tracciare, per linee generali, il suo ragionamento: poiché era noto che i fotoni sono le particelle associate al campo elettromagnetico e dunque alle forze elettromagnetiche, egli si domandò quali fossero i quanti associati alle forze nucleari. Concluse che il quanto delle forze nucleari deve avere una massa a riposo finita e ne riporta una stima di circa 140 MeV, circa 270 volte la massa dell'elettrone. Inoltre stabilì che questo quanto può essere elettricamente neutro oppure con una carica pari a quella dell'elettrone o del positrone.
Il potenziale delle forze nucleari può essere scritto così:
{\displaystyle V(r)=g{\frac {e^{(-r/r_{0})}}{r}}}
Possiamo immaginare che la distanza caratteristica {\displaystyle r_{0}} coincida con il raggio della sfera d'azione della forza nucleare. V(r) è anche noto come potenziale di Yukawa. Ipotizzando che la forza tra due nucleoni sia dovuta all'emissione di un quanto da parte di uno di essi e all'assorbimento dello stesso da parte dell'altro è possibile ricavare la massa del quanto in questione. Il tempo impiegato da questo quanto per raggiungere l'altro nucleone è certamente maggiore di quello che impiegherebbe la luce, cioè r/c, se r è la distanza tra i due nucleoni. Inoltre, mentre questo quanto “mediatore” agisce, la conservazione dell'energia è violata a causa dell'eccesso di massa (m) dovuto proprio alla presenza del quanto. Se il tempo di mediazione è finito sappiamo, dal principio di indeterminazione, che non è possibile misurare l'energia con una precisione migliore di ∆E∆t ≈ h/2π.
Ponendo:
{\displaystyle \Delta E=mc^{2}}
{\displaystyle \Delta t=r_{0}/c}
possiamo scrivere:
{\displaystyle r_{0}={\frac {h}{2\pi mc}}}
da cui è possibile ricavare la massa m, che risulta circa 290 volte quella dell'elettrone. 
Inoltre il quanto deve essere neutro o carico poiché mediatore di interazioni neutrone-neutrone, protone-protone, neutrone-protone.
Quando il lavoro di Yukawa apparve sulla rivista giapponese “Progress of theoretical Physics” nel 1935 non suscitò grande interesse. Nel 1937 con la scoperta del muone nei raggi cosmici, venne erroneamente ipotizzato che questa particella fosse il mesone responsabile del potenziale di Yukawa. Lo stesso Yukawa venne tratto in errore, ma l'ipotesi venne smentita nel 1946 quando, con l'esperimento condotto da Conversi, Pancini e Piccioni, fu dimostrato che il muone aveva una probabilità di assorbimento differente da quella prevista dal modello di Yukawa. Nel 1947 con la scoperta del mesone π o pione fu subito chiaro che era questa la particella mediatrice dell'interazione nucleare forte. Il mesone di Yukawa è effettivamente presente nei raggi cosmici, ma viene subito assorbito nella parte alta dell'atmosfera.
Dal 1947 si dedicò soprattutto alla teoria di campo “non locale”; successivamente fu professore ospite all'Institute for Advanced Study di Princeton nel 1948 e dal 1949 al 1953 della Columbia University di New York. Quando ritornò a Kyōto fu direttore del Research Institute for Fundamental Physics, ora Yukawa Institute.
Oltre ai numerosi lavori scientifici pubblicò in giapponese i manuali Introduction to Quantum Mechanics (1946) e Introduction to the Theory of Elementary Particles (1948). Nel 1955 firmò il Manifesto Russell-Einstein per il disarmo nucleare.
Interruppe la scrittura della sua biografia con la seguente motivazione:
"Non desidero scrivere oltre perché quei giorni di studio senza soste mi suscitano nostalgia e d'altra parte mi rattrista pensare a come sono venuto sempre più ad occuparmi di cose diverse dallo studio".